# Cap Saint-Vincent (Portugal)
Pour les articles homonymes, voir Cap Saint-Vincent.
Le cap Saint-Vincent (en portugais : cabo de São Vicente) est un cap dans la circonscription (ou freguesia) de Sagres (municipalité de Vila do Bispo du district de Faro) dans la région de l'Algarve. Il représente la pointe extrême ouest de la côte méridionale du Portugal et l'extrémité occidendale du golfe de Cadix. Il marque en même temps la pointe extrême sud-ouest de la péninsule Ibérique ainsi que celle du continent eurasiatique.
Un autre cap portugais est certes plus loin vers l'ouest que lui, mais il n'est pas au sud : c'est le Cabo da Roca, près de Lisbonne, point le plus occidental d'Europe.
Un monastère puis un phare ont été construits sur le site du cap Saint-Vincent. On y trouve aussi les vestiges d'une fortification datant du XVIe siècle, la Fortaleza de São Vicente (ou forteresse de Saint-Vincent (pt). À proximité, se trouve la forteresse de Sagres (XVe siècle et XVIIIe siècle), bâtie sur la pointe de Sagres (pt), qui est un cap jumeau de Saint-Vincent, légèrement plus au sud (de 3,2 km) mais en retrait par rapport à l'ouest (de 4,3 km).
Le cap Saint-Vincent fait partie du parc naturel du Sud-Ouest Alentejano et Costa Vicentina et en représente l'un des principaux sites, il donne d'ailleurs son nom à la Côte Vincentine (pt).

## Histoire

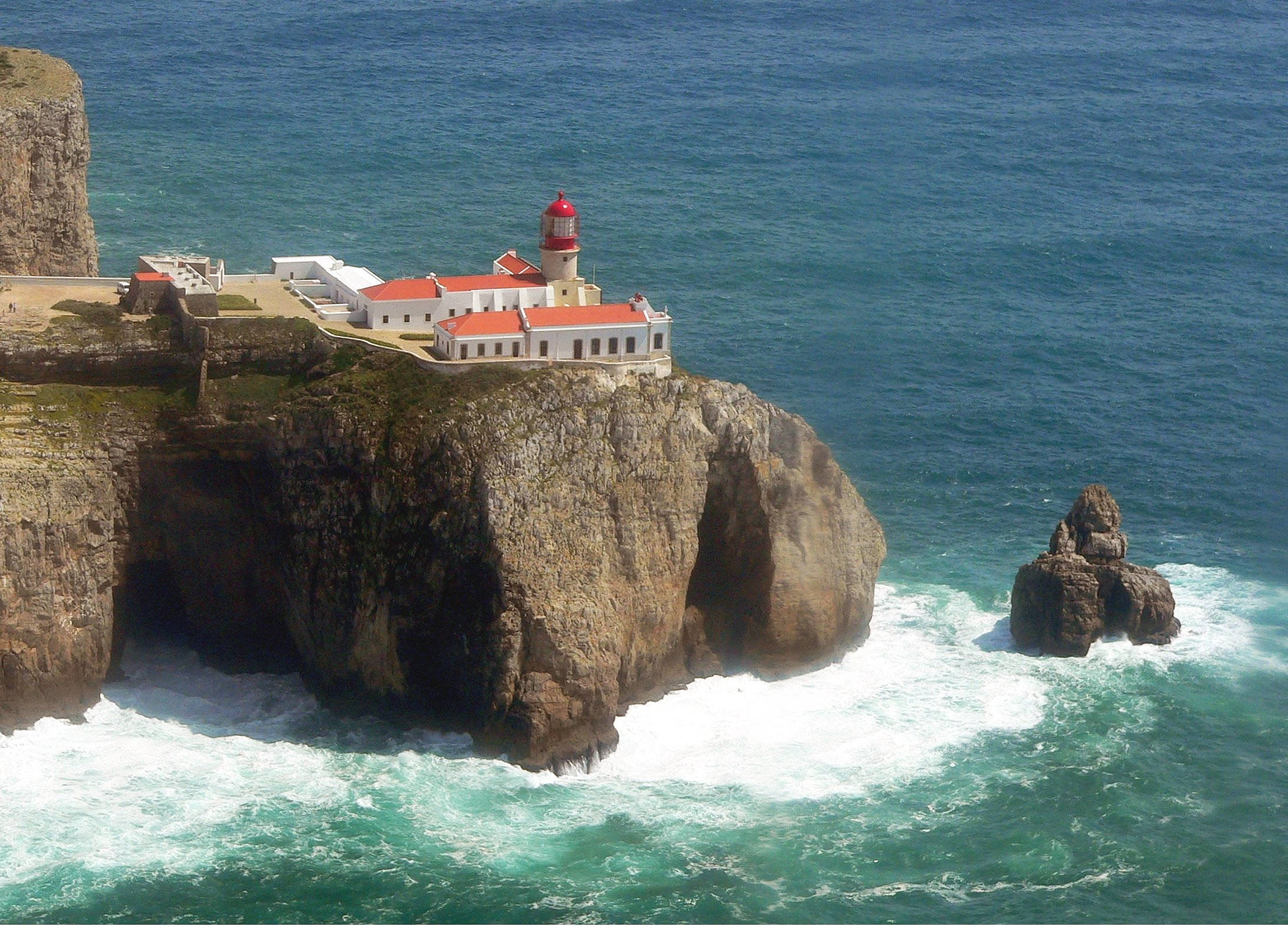
Vue sur la falaise nord et sur l'ensemble du phare. En avant sur la droite on voit bien l’îlot de son stack, ou « éperon d'érosion marine ».

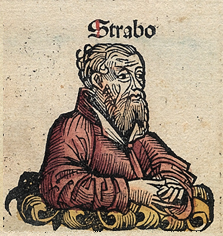
Portrait de Strabon : le géographe de l'antiquité parle du « Promontoire Sacré » du cap. Illustration de La Chronique de Nuremberg, un incunable de 1493.

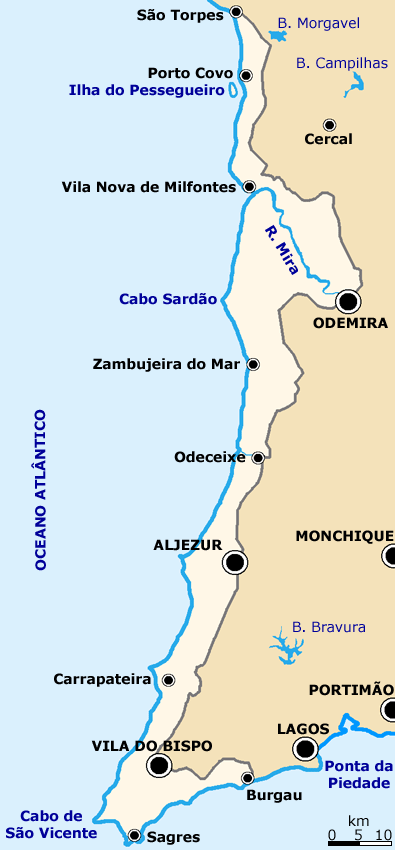
Carte de la Côte Vicentine et de son parc naturel. On y distingue bien le cap Saint-Vincent de la pointe de Sagres.

Plus près : en rouge, la circonscription de Sagres au sein de la municipalité de Vila do Bispo. On distingue mieux le cap Saint-Vincent avec ses cinq pointes (à gauche) et la fine presqu'île de la à droite, encadrant la petite baie de Sagres.

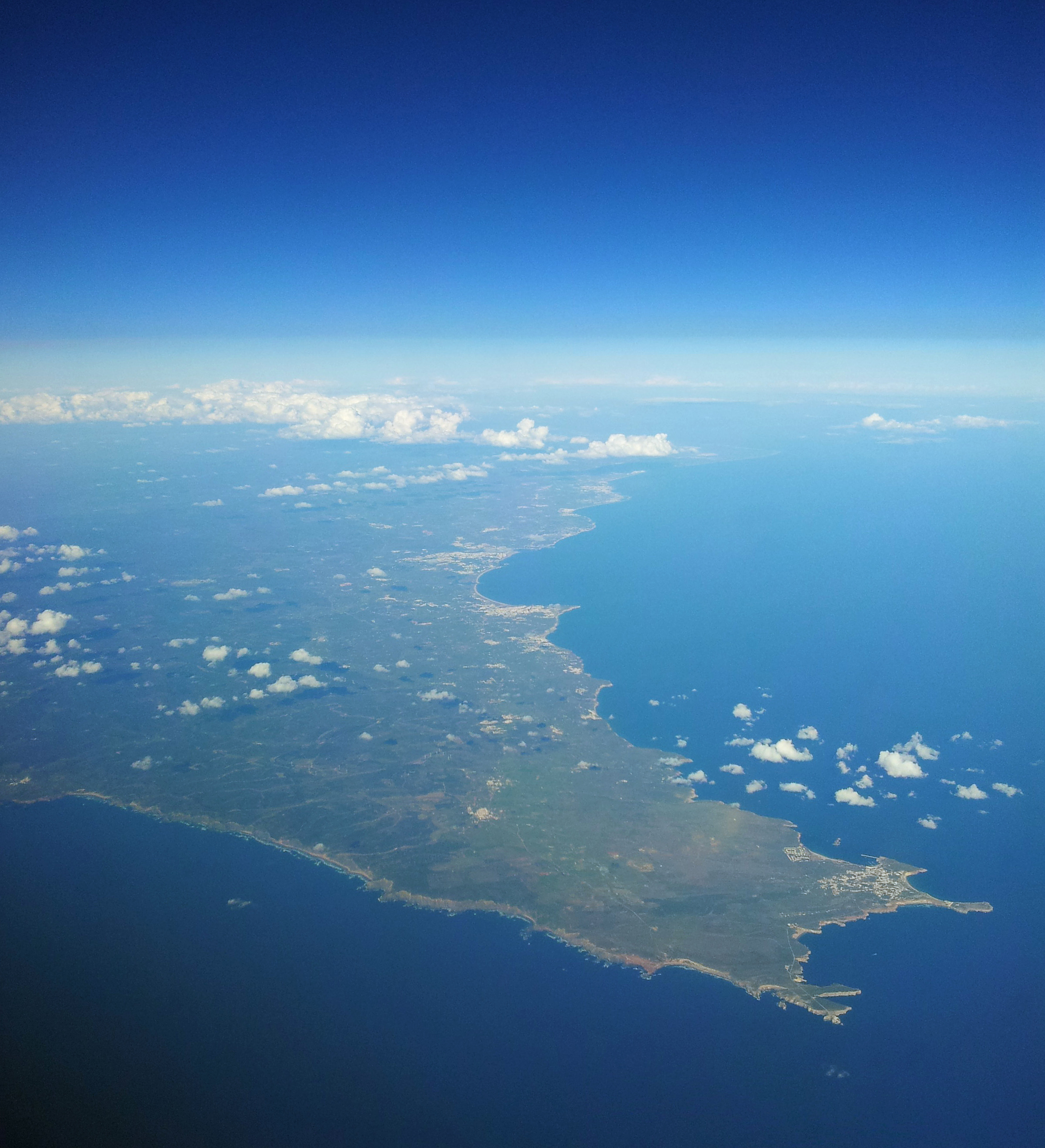
Vue aérienne (depuis l'ouest, à 10000 m d'altitude) du sud-ouest de la. On distingue bien, de bas en haut (de l'ouest vers l'est) : le cap Saint-Vincent, puis juste au-dessus le village et la pointe de Sagres, plus loin vers le haut, au centre de l'image, les villages de Lagos, de Portimão, et Praia da Rocha.

### Époque préhistorique
Le cap jusqu'à Sagres est parsemé de menhirs néolithiques, ce qui démontre une longue occupation de ce site, et indique qu'il était considéré comme sacré dès la préhistoire. Vu comme un des "finistères" (finis terrae), l'un des bouts du monde connu, où se forment les tempêtes, il abrite l'une des plus grandes aires de menhirs et de constructions mégalithiques d'Europe. Le site a aussi été visité par des navigateurs venus de Méditerranée depuis le IVe millénaire av. J.-C.[réf. souhaitée].

### Époque romaine
Et le cap Saint-Vincent était encore sacré dans l'histoire : à l'époque romaine, il était nommé Promontorium Sacrum soit le « Promontoire Sacré ». Il est cité depuis l'antiquité classique par Strabon, Pline l'Ancien et Avienus comme un site dédié au culte de Saturne ou d'Hercule, divinités fortement reliées au monde maritime (même si le dieu de la mer demeure Neptune).
Selon Strabon (de ≈ 60 av. J.-C. à ≈ 20 ap. J.-C.), dans sa Géographie (III, 1, 4) : « Pour décrire maintenant en détail le pays [l'Ibérie et sa côte atlantique], nous reprendrons du Promontoire Sacré. Ce cap marque l'extrémité occidentale non seulement de l'Europe, mais de la terre habitée tout entière », et donc de l'écoumène au sens de Terra cognita (la Terre connue de l'époque).
Cette erreur relative s'explique par le fait qu'aux temps de Strabon, les côtes extérieures de l'empire romain étaient moins connues que les côtes intérieures de la Méditerranée [nommée par les Romains Mare Internum  (« Mer Intérieure »), ou Mare Nostrum  (« Notre Mer »)]. De plus le calcul des longitudes (et surtout des longitudes relatives) n'atteignait évidemment pas à l'époque le degré de précision actuel. Si bien que le cap Saint-Vincent (leur « Promontoire Sacré ») leur paraissait à tort, et de manière disproportionnée, plus saillant en Atlantique que le Cabo da Roca et donc plus à l'ouest que ce dernier, et même que toutes les côtes africaines connues dans l'antiquité.

### Période chrétienne wisigothique
Aux temps chrétiens la présence du monastère et de son église atteste de la continuité de ce caractère sacré. C'est depuis le VIe siècle, au temps du royaume wisigoth de Tolède (lorsque celle-ci est devenue la capitale du royaume wisigoth), qu'on rendait un culte au diacre et martyr chrétien Ibère du IVe siècle Vincent de Saragosse sur le territoire de Sagres et notamment à la pointe des caps de Sagres et de Saint-Vincent.
Et c'est en 779 (déjà sous domination musulmane, donc) que ses restes funéraires y auraient été apportés de Valence en Espagne, donnant son nom au cap,.

### Époque d'Al-Andalus
Dans la Géographie du savant kurde de langue arabe Aboulféda (1273-1331), le cap Saint-Vincent est présenté ainsi :

« Suivant Ibn-Sayd [aujourd'hui : Ibn Saïd], le lieu habité le plus reculé du sixième climat est sur les bords de la mer Environnante ; c’est l’Église des Corbeaux [Kenysset-algorab en arabe], lieu très connu des navigateurs ».

Il est à noter qu'Aboulféda reproduit ici l'erreur de Strabon (qu'il avait d'ailleurs probablement lu), considérant encore le cap Saint-Vincent comme le point le plus avancé vers l'ouest de la péninsule, à la nuance près qu'il le spécifie comme « lieu habité ». Et qu'il nomme l'océan Atlantique « la mer Environnante », comme les Romains l'appelaient mare Exterum  (« la mer Extérieure ») par opposition à la Méditerranée.
Mais pourquoi, durant la période de domination musulmane de la péninsule ibérique soit le royaume d'Al-Andalus, le cap Saint-Vincent portait-il le nom « d'Église des Corbeaux » (traduisant l'arabe كنيسة الغراب qu'on transcrirait aujourd'hui en alphabet latin ainsi : Kenisset al-gorab ou Kanīsah al-Ghurāb)? C'est Joseph Toussaint Reinaud, traducteur en 1848 de la Géographie d'Aboulféda, qui en donne l'explication en note : 
en fait, Saint Vincent de Saragosse était traditionnellement associé au symbole du corbeau ; cela était dû à la légende selon laquelle deux corbeaux avaient veillé sur les restes du martyr pour les conserver intacts, alors que son corps « avait été jeté, par ordre du gouverneur, dans un marais, afin que les chrétiens ne pussent pas lui décerner le culte accoutumé ». C'était « à Valence en Espagne sous l'empereur Dioclétien » que Vincent de Saragosse avait souffert le martyre en 304.
La légende relatée continue ainsi : « plus tard [en 779], suivant les traditions portugaises, le corps fut transféré au Cap sacré, et de là à Lisbonne [après 1173]. Encore à présent, le corbeau est le compagnon inséparable de ce saint ». De ce fait, aussi bien au cap Saint-Vincent qu’à Lisbonne, dans les églises et dans le monastère consacrés au saint, on élevait selon Reinaud « des corbeaux pour lesquels on a[vait] le plus grand respect ». Il donne, comme source de cette information : « en ce qui concerne Lisbonne, le Voyage de Beckford, intitulé Letters from Italy with Sketches of Spain and Portugal (1835), lettre XXX ». Il ajoute : « il est à croire que le culte rendu par les chrétiens aux corbeaux existait déjà à l’époque de la première invasion arabe, au commencement du VIIIe siècle de notre ère ; c’est ce qui engagea les conquérants à donner au cap Saint-Vincent le nom qu’il porte chez leurs écrivains [en langue arabe : l’Église des Corbeaux] ». Cette figure de l’Église des Corbeaux, où l’on n’a pas oublié la représentation du corbeau, « se trouve dans les recueils musulmans de choses singulières. (Voyez les manuscrits turcks [sic] de la Bibliothèque Royale, suppl. n° 93, Methali-Alseadé. Voyez aussi Édrisi, t. II, p. 22). Du reste, plusieurs églises se disputent le corps de saint Vincent ». [Voir notamment, à ce sujet, la section consacrée ici aux  reliques du saint  dans l’article qui lui est dédié].

### Pendant et après laReconquista
Dans un moment-clé de la Reconquista, où s'affirme une nouvelle souveraineté sur les terres reconquises par les chefs chrétiens, le premier roi du Portugal Alphonse Ier (dit en portugais Afonso Henriques 1139–1185) fit exhumer le corps du saint en 1173 et l'amena par bateau à Lisbonne, toujours accompagné des corbeaux. Ce transfert des reliques est représenté sur les armoiries de Lisbonne.

#### Les batailles navales du cap Saint-Vincent

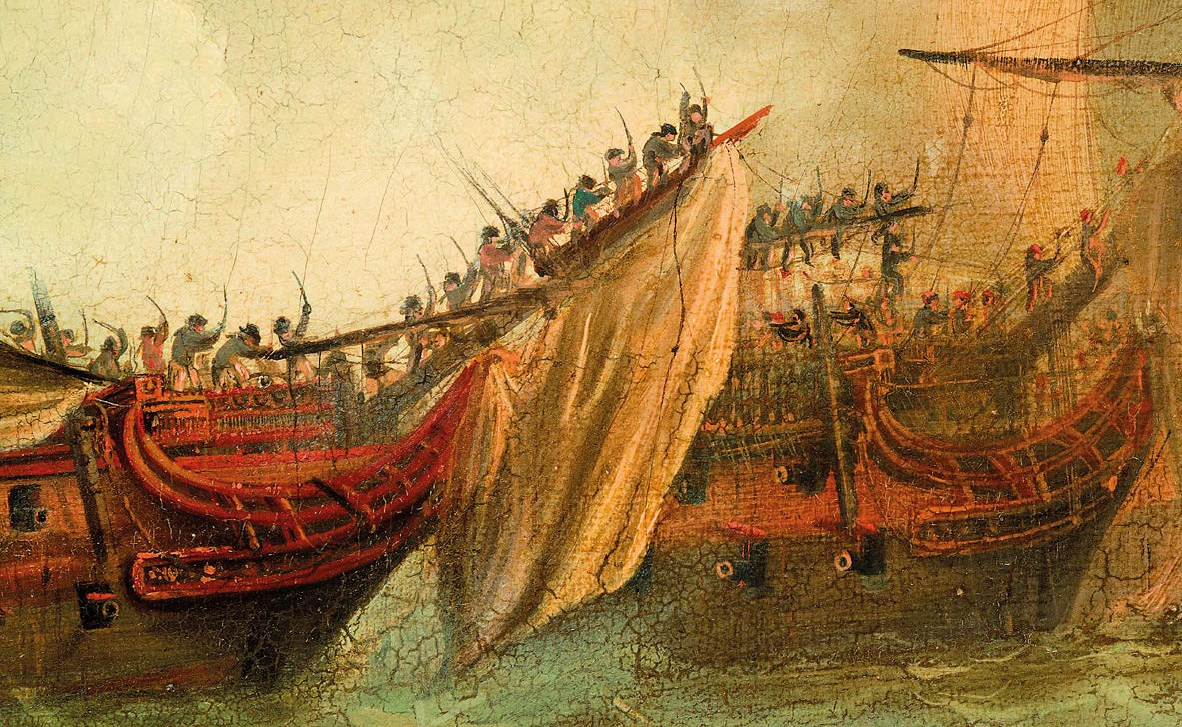
La bataille du cap Saint-Vincent de 1797, tableau de (détail) : le HMS, le "74 canons" d'Horatio Nelson, prend le trois-ponts espagnol San Nicolás.

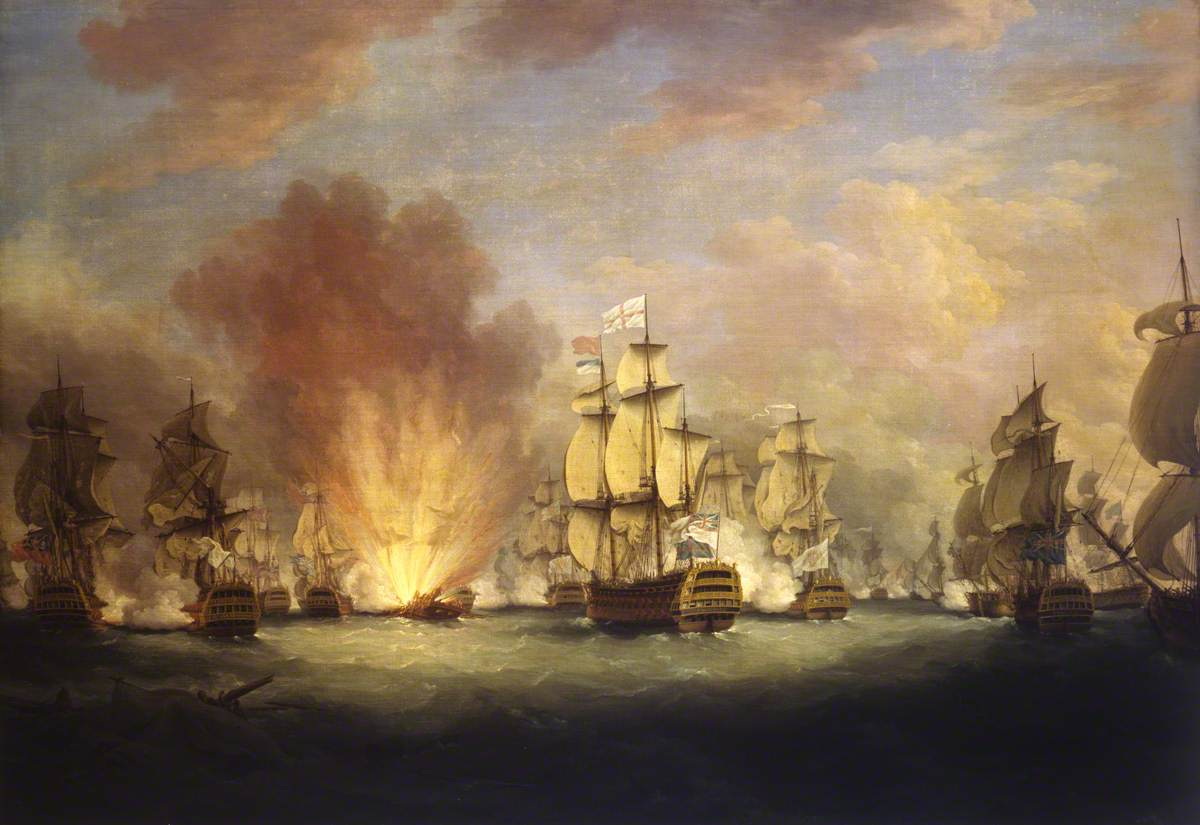
La première bataille du cap Saint-Vincent en 1780, surnommée « la bataille au clair de lune » : ici, explosion du Santo Domingo, tableau de Richard Paton (1717–1791), Royal Maritime Museum de Greenwich.

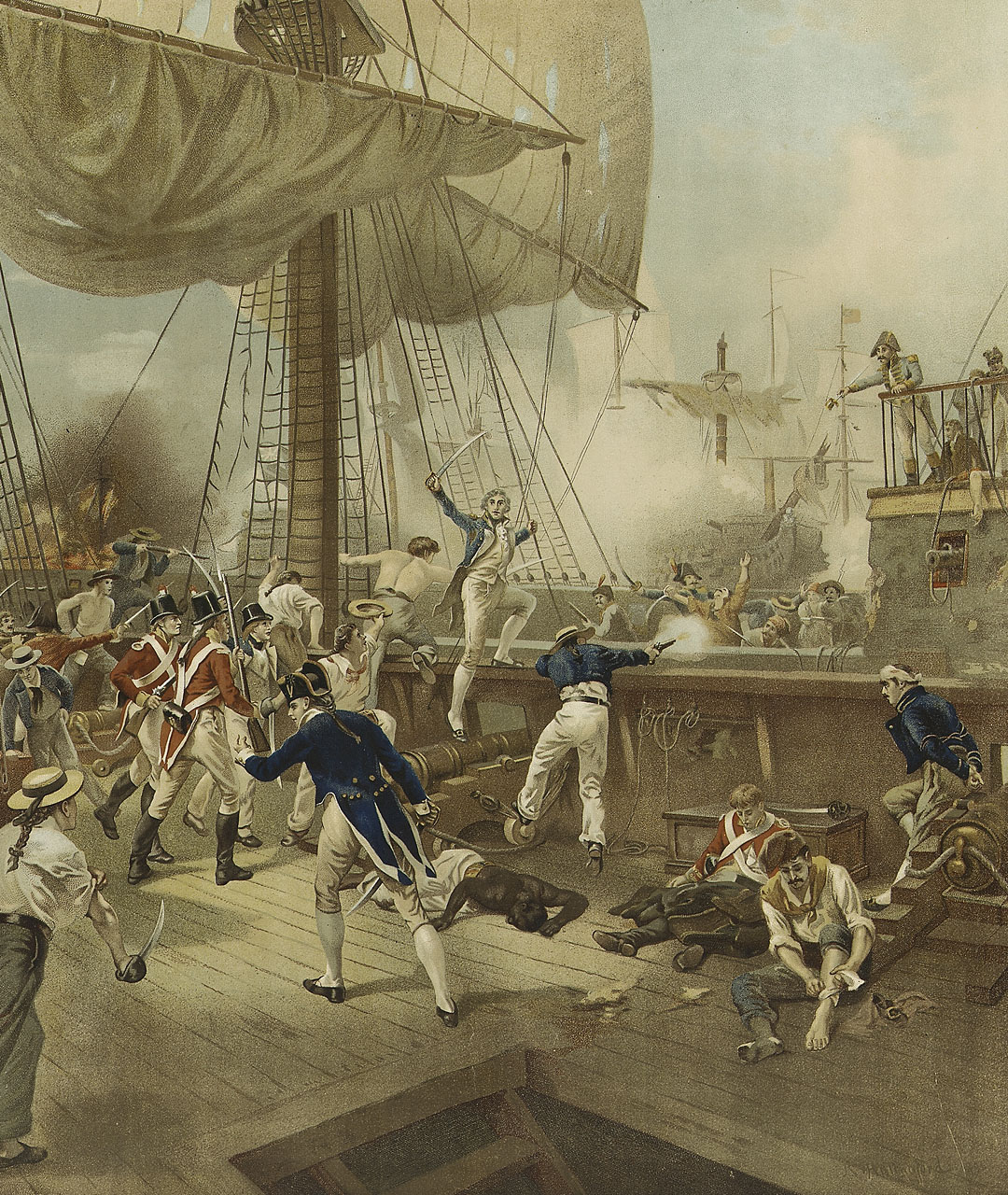
Nelson, alors jeune capitaine, lance l'abordage à la bataille du Cap Saint-Vincent de 1797. Illustration de R. Holingford (1896).

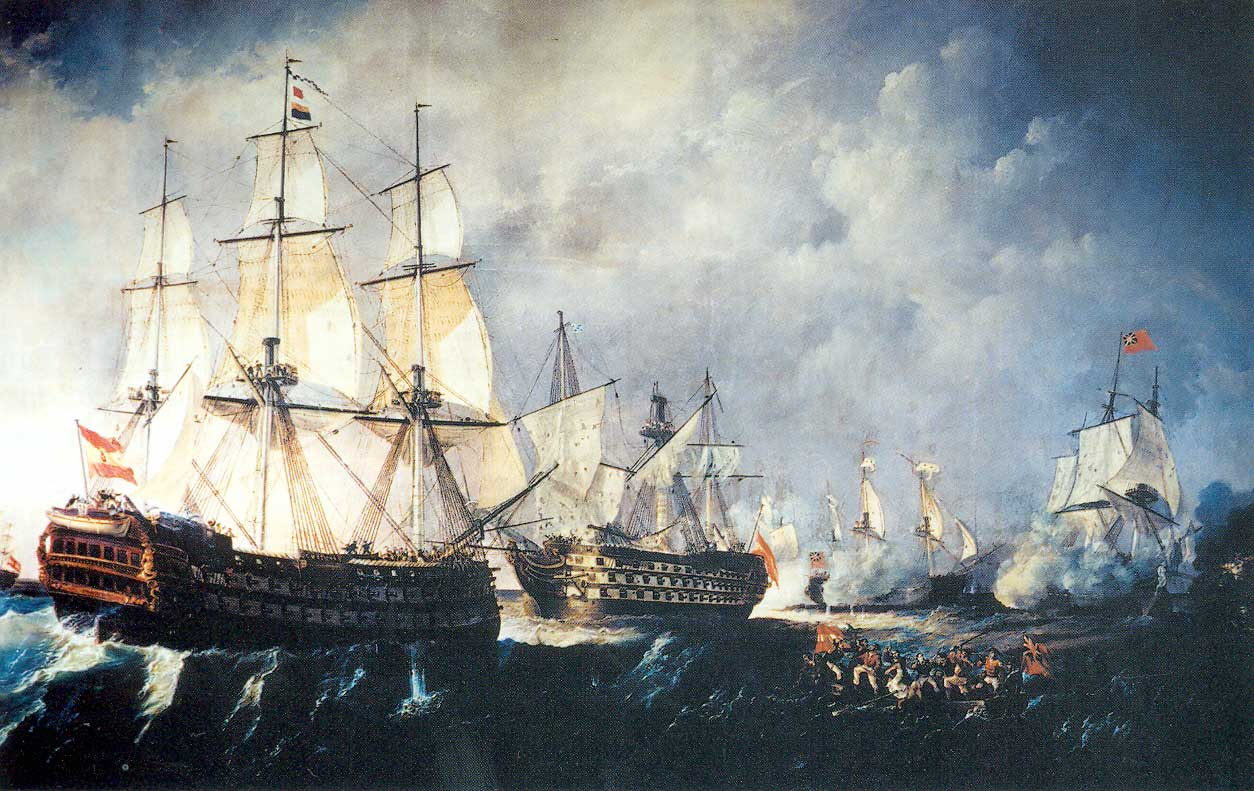
La toile représente le navire espagnol Pelayo qui se porte au secours du quatre-mâts Santísima Trinidad lors de la bataille du Cap Saint-Vincent du 14 février 1797 qui a entraîné une grave défaite de l'Armada espagnole, laquelle a perdu quatre navires de ligne au profit de la flotte britannique. Tableau d'Antonio de Brugada, 1858, musée Naval de Madrid.

Probablement du fait de sa situation stratégique au coin d'un changement de cap important, au croisement de plusieurs routes maritimes, le cap a été le théâtre de pas moins d'une dizaine de batailles navales, de 1327 à 1833, qui toutes portent son nom :
- En 1327, entre le royaume de Portugal et la couronne de Castille au bénéfice de celle-ci.
- Au XVIIe siècle trois batailles du cap Saint-Vincent ont opposé des flottes hollandaises (des Pays-Bas espagnols devenus les Provinces-Unies et révoltés contre la domination de l'Empire espagnol) à des flottes espagnoles victorieuses : en 1606, en 1621 et en 1641. Enfin, celle de 1681 oppose le Brandebourg à l'Espagne, encore victorieuse.
- Au XVIIIe siècle, le cap Saint-Vincent voit s'opposer les flottes de l'Empire espagnol et de l'Empire britannique à quatre reprises : la bataille du cap Saint-Vincent de 1719 (es) voit la victoire d'une escadre de la Real Armada Española commandée par l'amiral Rodrigo de Torres contre une flotte de la Marine royale britannique sous les ordres du commodore Philip Cavendish. Puis, en 1780, après le début de la guerre d'indépendance des colonies américaines de la Grande Bretagne, elles s'affrontent à deux reprises : d'abord le 16 janvier 1780 à l'avantage de l'Angleterre, puis le 9 août 1780, où la flotte franco-espagnole sous les ordres de l'amiral Córdova réussit à intercepter un convoi de ravitaillement des troupes anglaises en Amérique du nord. Enfin, en 1797, c'est la flotte britannique qui l'emporte.
- Au XIXe siècle, la bataille du cap Saint-Vincent de 1833 est un épisode naval de la guerre civile portugaise (1828-1834), où les « libéraux » portugais, — soutenus par le Royaume-Uni de Grande-Bretagne et d'Irlande de l'époque —, l'emportent sur les « absolutistes » de Michel 1er roi du Portugal.

#### Les séismes du cap Saint-Vincent
Le cap Saint-Vincent est situé dans la zone de contact entre les plaques tectoniques africaine et eurasiatique, et proche de la faille transformante Açores-Gibraltar. C'est pourquoi les séismes y sont fréquents ; et il a connu plusieurs tremblements de terre importants auxquels on a parfois donné son nom :
- Le puissant et terrible  séisme de Lisbonne en 1755, dont l'épicentre était probablement au sud-ouest du cap, a détruit la capitale à plus de 85%, et a affecté la totalité du Portugal ainsi qu'une partie de l'Espagne et de l'Afrique du Nord-Ouest. Mais il a été particulièrement sensible en Algarve (et donc au cap), où les trois secousses entraînèrent des destructions nombreuses et où la côte fut ravagée par les vagues successives d'un énorme tsunami de plus de 15 m de hauteur[10] et même 18,3 m au maximum[11]. Des études ultérieures ont calculé que ce tremblement de terre dépassa le neuvième degré de l’échelle de Richter[10]. D'autres sources estiment sa magnitude plutôt à 8,5 Mw, et son intensité à XI sur l'échelle de Mercalli modifiée (MMI), soit 11 sur 12 au maximum : « catastrophique », destructions massives majoritaires, entre 50 000 et 100 000 morts[12].

Tous les bâtiments existants dans la zone du cap, y compris la Vila do Infante (la « Ville de l'Infant » Henri le Navigateur) sur la pointe de Sagres et le « couvent du corbeau » sur le cap, sont tombés en ruines à cause du tremblement de terre de Lisbonne en 1755. Les frères franciscains qui s'occupaient du sanctuaire y restèrent jusqu'en 1834, date à laquelle tous les monastères furent dissous au Portugal.
- Le 28 février 1969, a eu lieu le fort « séisme du cap Saint-Vincent », autrement appelé séisme de 1969 au Maroc, de magnitude 7,8 Mw sur l’échelle de Richter et d'intensité VII (« très forte ») sur l'échelle de Mercalli[13], dont l'épicentre était situé à 200 km au sud-ouest du cap, dans la faille transformante Açores-Gibraltar[14], et qui a été le plus fort tremblement de terre à avoir frappé cette région depuis le précédent en 1755[15]. Il a provoqué entre 13 et 31 morts directs ou indirects, selon les sources, et 80 blessés[16],[10]. Mais il a engendré des dégâts matériels modérés au regard de sa forte intensité[17], et un tsunami assez faible de 1,14 m maximum au Portugal[16].

Dans la même zone de la faille Açores-Gibraltar, le cap Saint-Vincent a connu depuis deux autres séismes notables et ressentis dans une bonne partie de la péninsule Ibérique, :
- Le 12 février 2007 à 11h35 (heure de la Péninsule) on enregistre un tremblement de terre de magnitude 6,1 Mw sur l’échelle de Richter et d'intensité IV (« assez forte ») sur l'échelle de Mercalli[18]. Son épicentre était encore à 200 km au sud-ouest du cap[19]. Séisme le plus puissant depuis 1969 dans la région[10],[19], et assez fortement ressenti par la population (nombreux témoignages[18]) il n'a provoqué aucun dégât, ni blessé, ni tsunami : en effet pour que ce dernier se produise, il faut selon José Manuel Martínez [chef du département de géophysique de l'Instituto Geográfico Nacional (IGN d'Espagne)] que « le séisme ait lieu dans une faille verticale, or celui-ci s'est produit dans une "faille inverse mais non verticale" »[19].
- Enfin un autre séisme a eu lieu le 17 décembre 2009 de magnitude 6,2 et dont l'épicentre était cette fois à 100 km du cap.

## Conservation de la nature

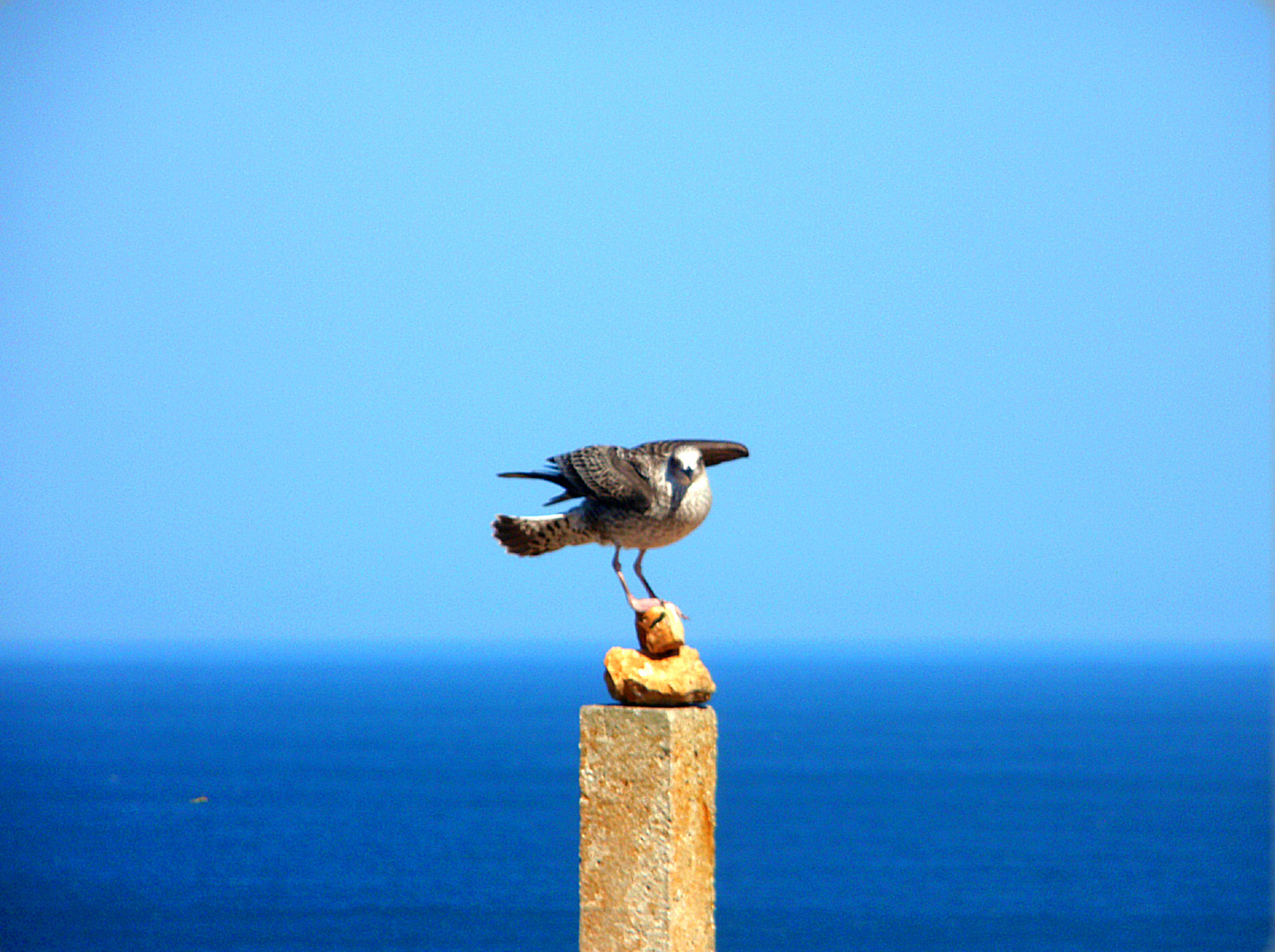
Goéland immature au cap Saint-Vincent.

Le cap Saint-Vincent fait partie de l'aire protégée du Parc naturel du Sud-Ouest Alentejano et Costa Vicentina, et en représente l'un des principaux sites : il est particulièrement riche en vie marine, notamment en oiseaux marins Fou de Bassan (Morus bassanus), Puffin majeur, Puffin cendré (Calonectris diomedea), Puffin des Anglais (Puffinus puffinus), Labbe, Pétrel tempête (Hydrobates pelagicus). On y voit aussi des mammifères marins (dauphin commun ou grand dauphin (Tursiops truncatus), dauphin commun à long bec (Delphinus capensis), dauphin de Risso (Grampus griseus), dauphin bleu et blanc ou dauphin bleu (Stenella coeruleoalba), orque (Orcinus orca), marsouin commun (Phocoena phocoena), baleine à bosse, baleine de Minke ou petit rorqual, grand cachalot (Physeter macrocephalus) ; des tortues de mer (tortue luth, Dermochelys coriacea) ; des requins (requin pèlerin, Cetorhinus maximus), requin marteau, etc..

## Randonnée et voyage
Le cap est une des extrémités du sentier de grande randonnée européen E4, l'autre se situant à Larnaca (Chypre).
Il est aussi le point d'aboutissement sud-ouest du sentier côtier de randonnée européen E9, qui longe sur plus de 5 000 km les côtes septentrionales et occidentales de l'Europe continentale depuis Narva-Jõesuu en Estonie jusqu'au cap Saint-Vincent.
À environ six kilomètres du village de Sagres, le cap est un point de repère pour un bateau voyageant à destination ou en provenance de la Méditerranée, ou encore en transit entre les côtes africaines de l'ouest et la Manche, surtout la nuit avec son phare très connu des navigateurs. Le large du cap est donc un carrefour de voies maritimes, et on peut contempler depuis le cap le passage des navires à fort tonnage.

## Galerie du cap Saint-Vincent et alentours

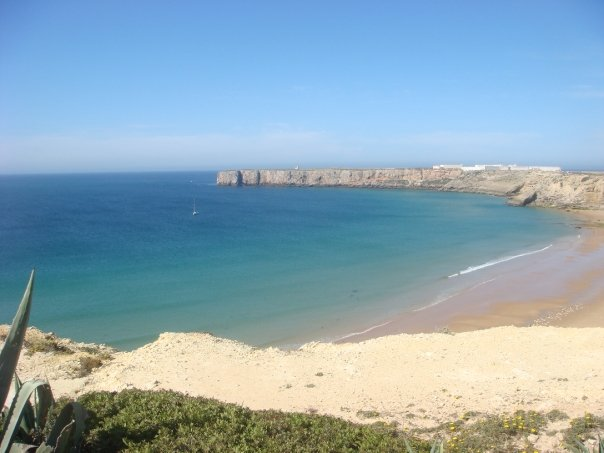
L'océan Atlantique et la pointe de Sagres au loin avec sa forteresse (vues depuis l'est)
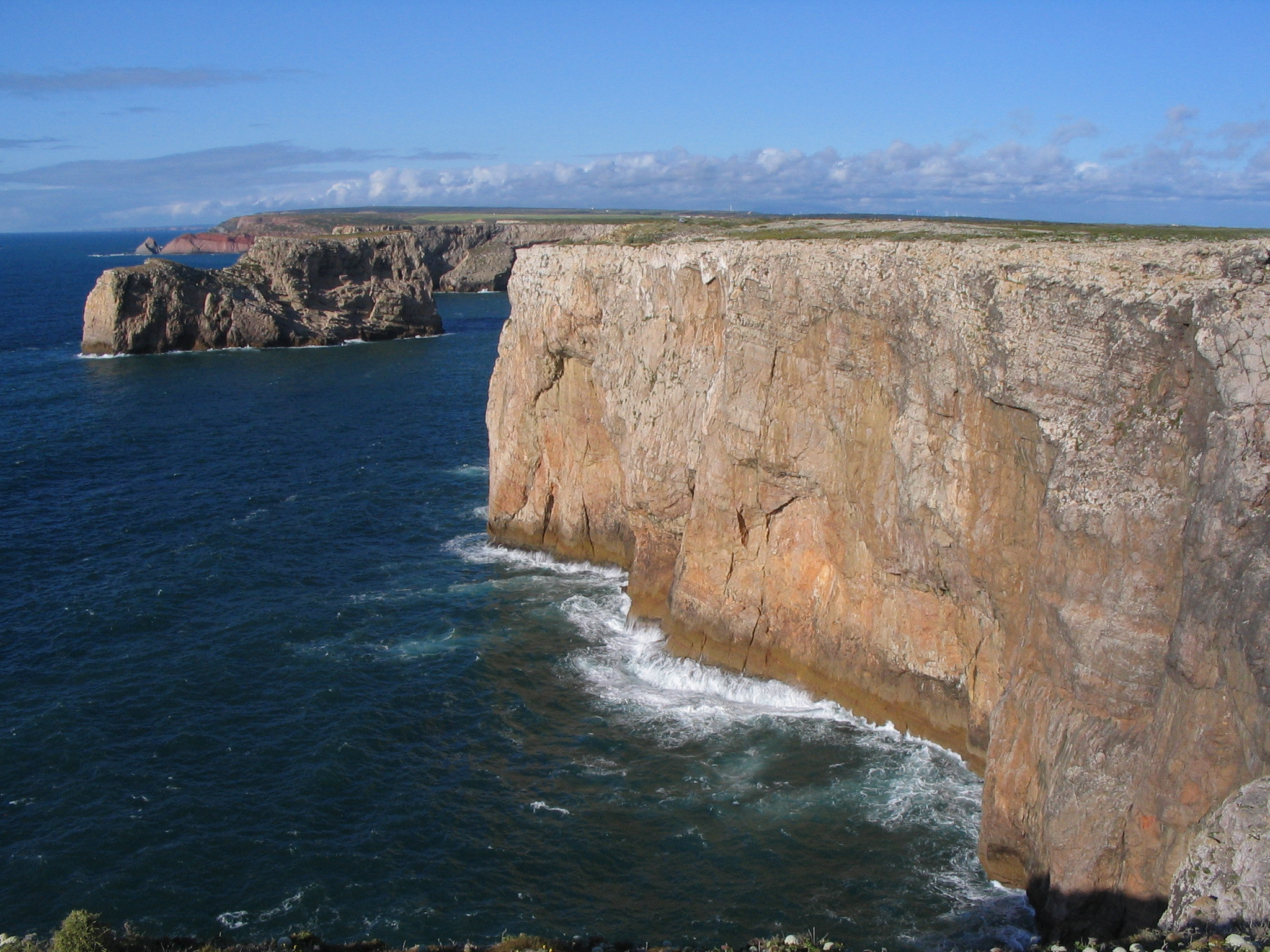
Falaises au nord du cap Saint-Vincent
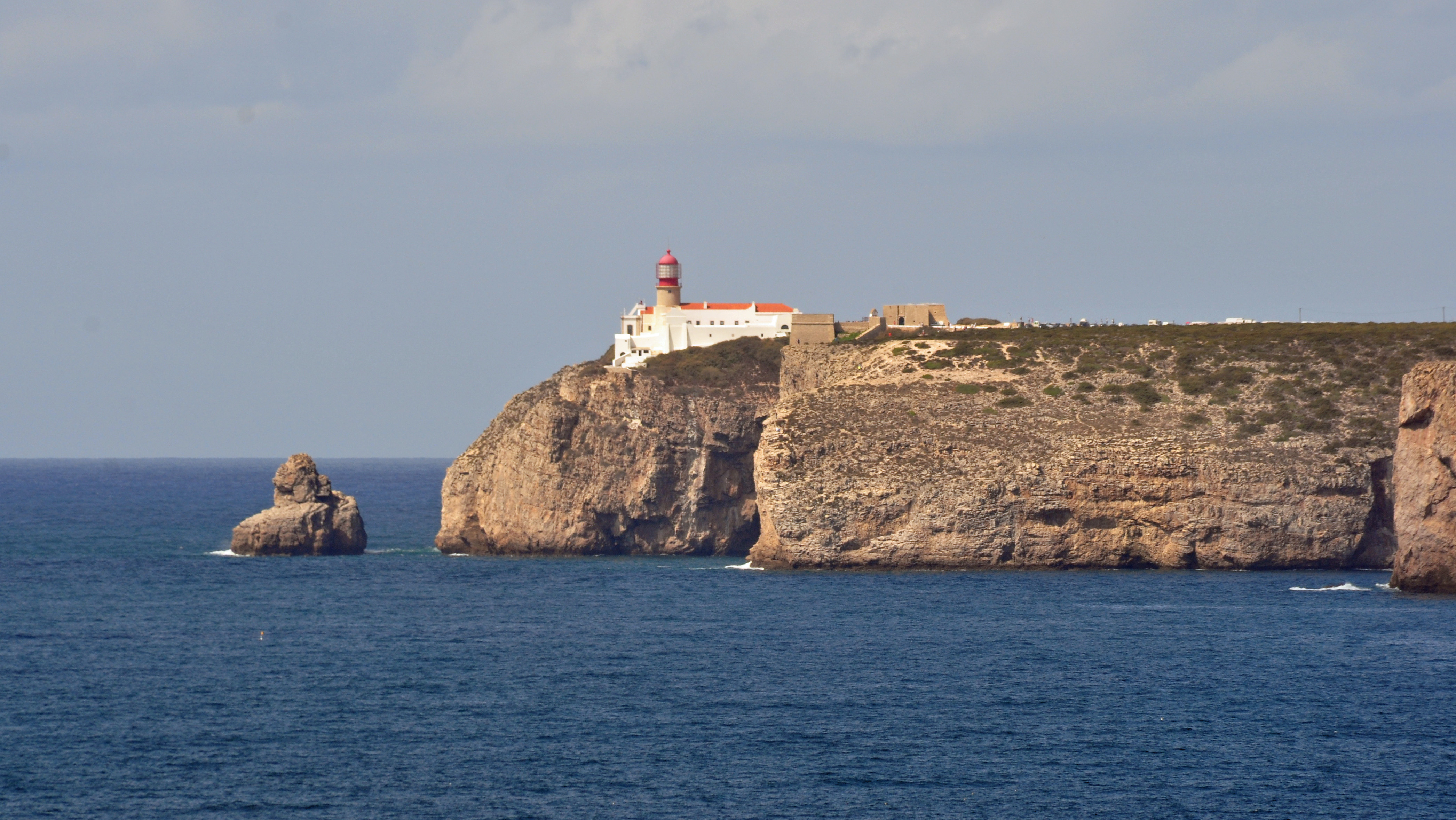
Vue d'ensemble du cap, des falaises, de la forteresse, du phare
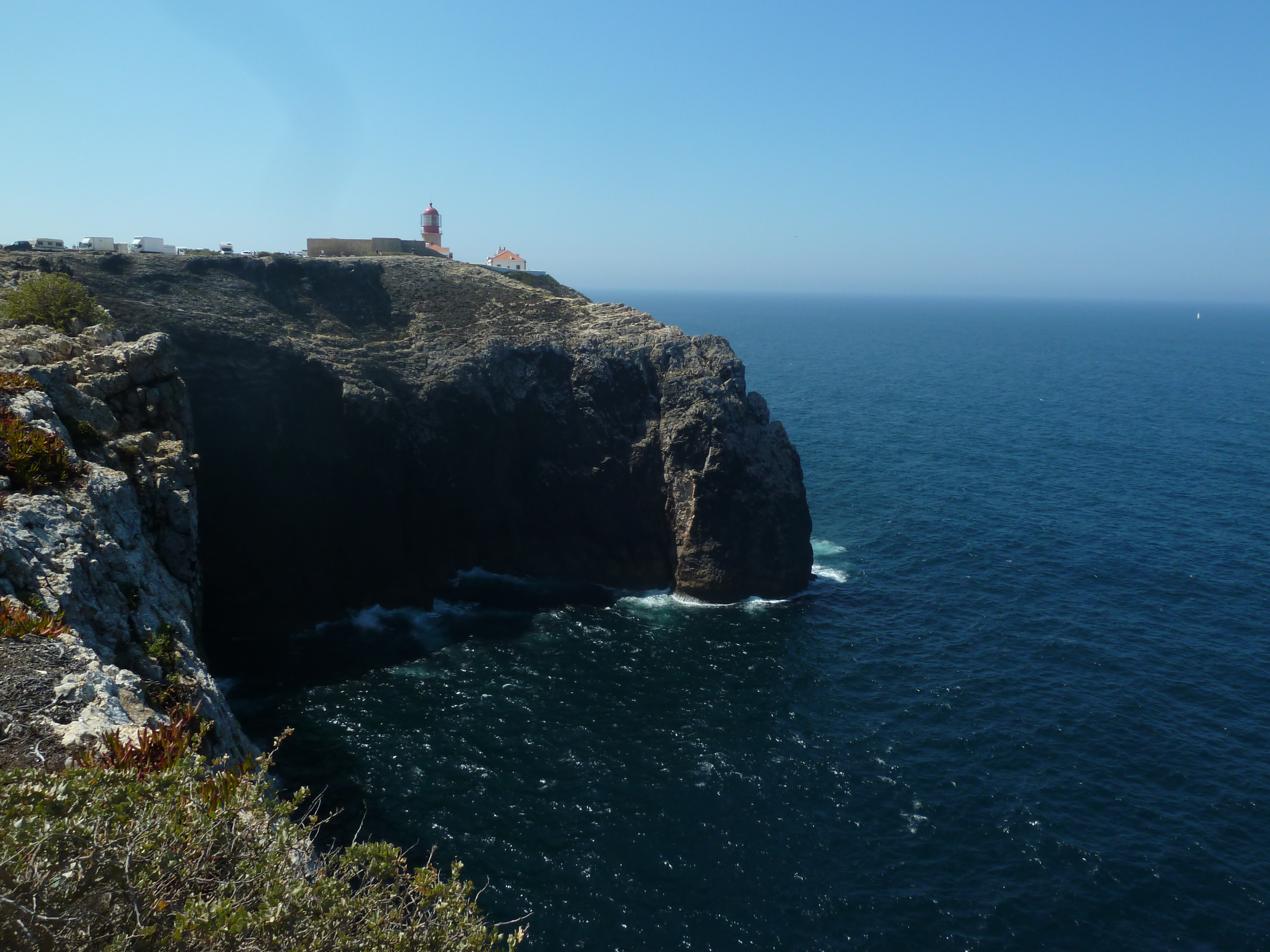
Falaise nord du cap Saint-Vincent, probablement vues depuis le cap lui-même
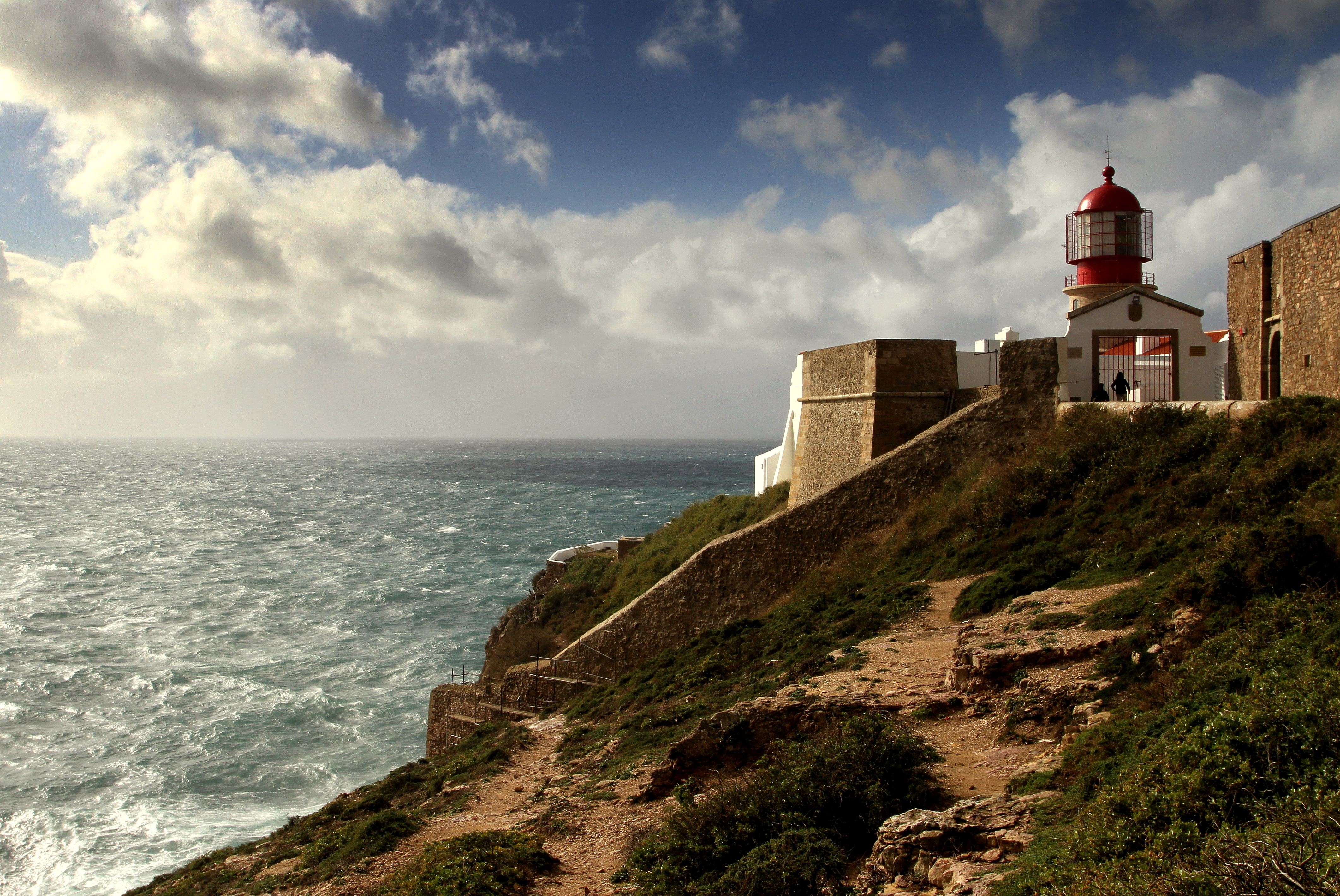
Barca dos Corvos, forteresse du cap Saint-Vincent
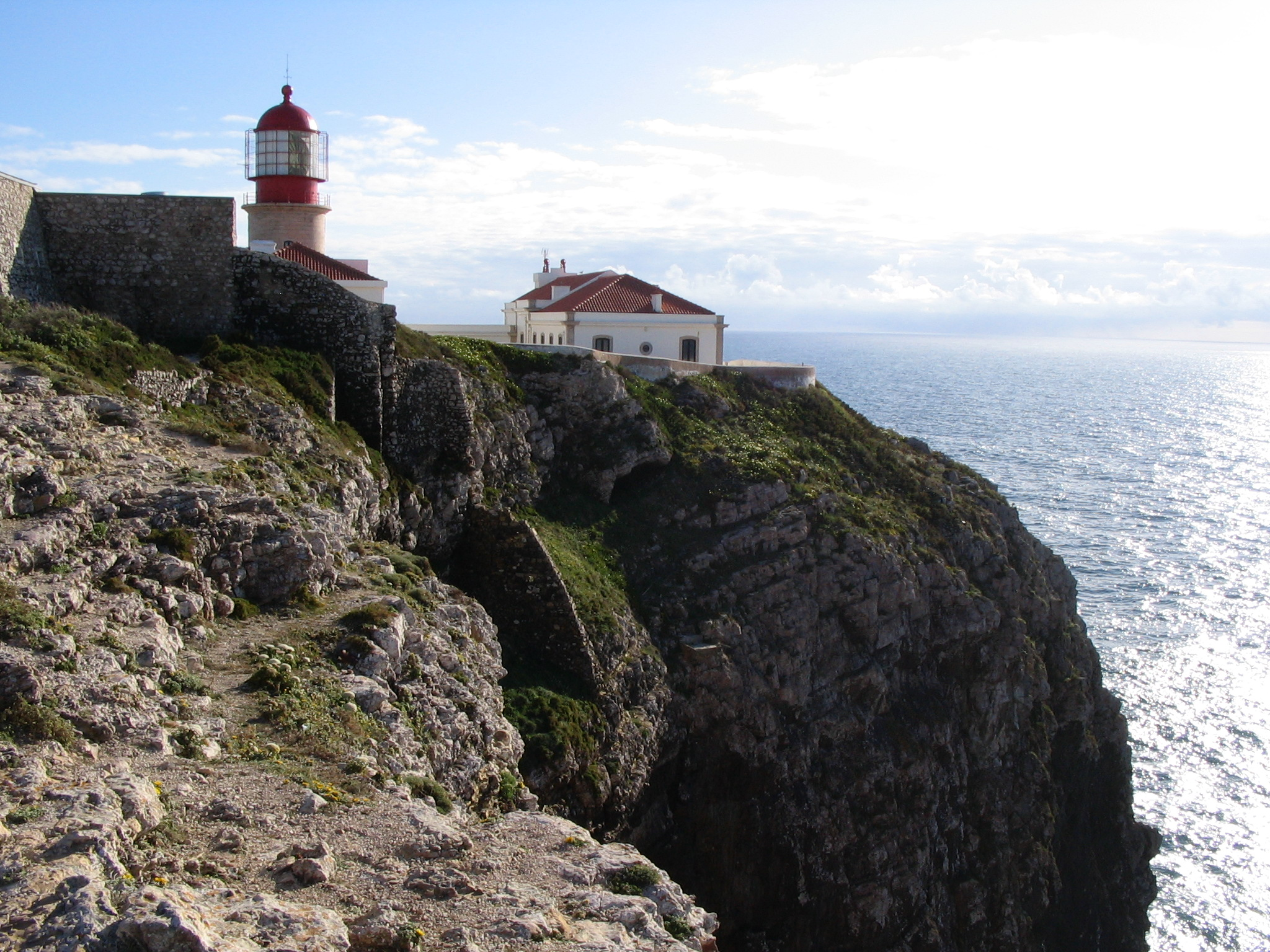
Phare du Cap Saint-Vincent